# Красотки (фильм, 1998)
«Красотки» (фр. Bimboland) — кинофильм 1998 года производства Франции, снятый режиссёром Ариэлем Зейтуном.

## Сюжет
Сесиль Бюсси (Жюдит Годреш), молодая учёная-этнолог, открывает в амазонских тропических лесах ранее неизвестное племя, полностью нетронутое цивилизацией. Открытие приносит Сесиль огромную известность, но во время повторной экспедиции оказывается, что вчерашние дикари очень быстро влились в современное общество, взяли на вооружение достижения прогресса и даже занялись коммерческой вырубкой джунглей, которые недавно считали священным местом. Когда об этом становится известно, научная репутация Сесиль обращается в ничто. Всё, что ей остаётся — работа за гроши ассистенткой у своего нового научного руководителя, Лорана Гаспара (Жерар Депардьё), который пишет книгу о своих исследованиях народа маори. Параллельно Сесиль пытается найти себе новую тему для диссертации, но Лоран отвергает любые её предложения, считая их скучными. Ещё одна проблема состоит в том, что Лоран Гаспар — известный покоритель женских сердец, а Сесиль практически сразу же влюбляется в него без какого-либо намёка на ответные чувства.
В их университетском городке поселяется Алекс Баретто (Ор Атика) — молодая рыжеволосая красотка, сексапильная и глупая, архетипичная пустышка, живущая в поисках «подходящей партии» — богатого мужчины, за которого можно выйти замуж, чтобы жить безбедной обеспеченной жизнью; на местном жаргоне таких называют «bimbo». Сесиль и её подруг, типичных университетских «интеллектуалок» поражает то, с какой лёгкостью Алекс и подобные ей «бимбо» очаровывают мужчин. И тогда Сесиль приходит идея: детально исследовать «племя бимбо» этнологическими методами и написать книгу об этом исследовании. Она встречается с издателем и предлагает ей свой проект: книгу, которая на опыте «бимбо» научит любую «обычную женщину», как стать привлекательной и желанной для мужчин.
Получив крупный аванс, Сесиль берётся за работу. Чтобы получить информацию из первых рук, она решает «внедриться» в исследуемую среду, с помощью Алекс превратиться из эмоционально подавленной интеллектуалки в восхитительную беззаботную блондинку. Она знакомится с подругами Алекс и втягивается в их образ жизни. Так у Сесиль Бюсси появляется красивая, но глуповатая кузина Бриджит, типичная «бимбо», в которую неожиданно влюбляется Лоран Гаспар…

## В ролях
- Жерар Депардье — Лоран Гаспар
- Жюдит Годреш — Сесиль Бюсси / Брижит
- Ор Атика — Алекс Баретто
- Данни Бун — Грег
- Аманда Лир — Джина
- Софи Форте — Карен Леблон
- Армель — Натали
- Летиция Лакруа — Сандра
- Тиам Айссату — Людмила
- Саския Малдер — Ванесса
- Эвелин Байль — Гаэль Бюсси
- Валери Баррьер — Соня
- Моник Летитр — Элизабет
- Магали Фарругия — Магали
- Мишель Модо — Аристид Руместан